# Список глав государств в 150 году
Список глав государств в 149 году — 150 год — Список глав государств в 151 году — Список глав государств по годам

## Африка
- Мероитское царство (Куш) — Такидеамани, царь (146 — 165)

## Азия
- Армения Великая — Сохэмос, царь (144 — 161, 164 — 186)
- Западные Кшатрапы —  Рудрадаман I, махакшатрап (130 — 150)
- Иберия — Фарсман III, царь (135 — 185)
- Китай (Династия Восточная Хань):
  - Хуань-ди (Лю Чжи), император (146 — 168)
  - Вдовствующая императрица Лян, регент (144 — 150)
- Корея (Период Трех государств):
  - Когурё — Чхатхэ, тхэван (146 — 165)
  - Пэкче — Кэру, король (128 — 166)
  - Силла — Ильсон, исагым (134 — 154)
- Осроена — Ману VIII, царь (139 — 163, 165 — 167)
- Парфия — Вологез III, шах (147 — 191)
- Сатавахана — Шри Пулумави Васиштхипутра, махараджа  (136 — 164)
- Хунну — Цзюйцзюйр, шаньюй (147 — 172)
- Япония — Сэйму, тэнно (император) (131 — 191)

## Европа
- Боспорское царство — Реметалк, царь (132—154)
- Ирландия — Конн Сто Битв, верховный король (122—157)
- Римская империя:
  - Антонин Пий, римский император (138—161)
  - Марк Гавий Сквилла Галликан, консул (150)
  - Секст Карминий Вет, консул (150)

## Галерея

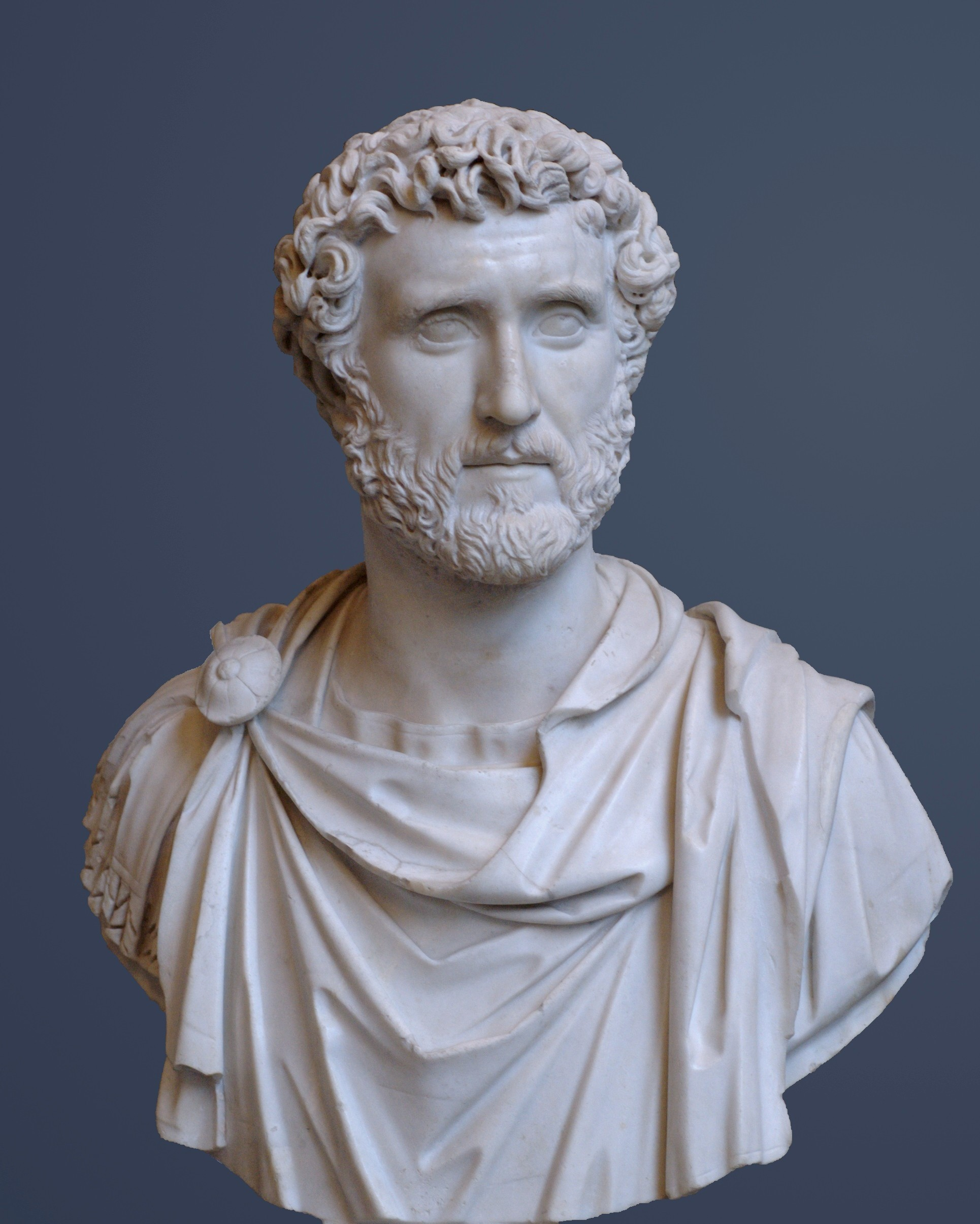
Антонин Пий 138—161 Император Римской империи
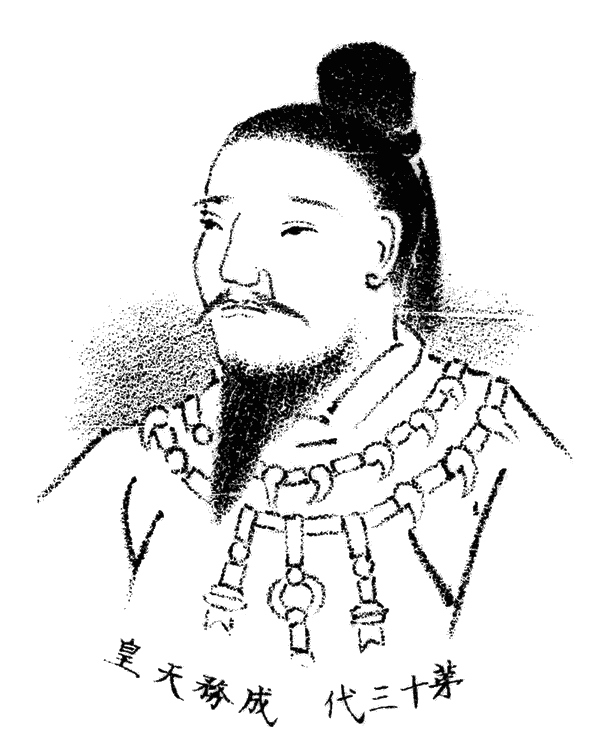
Сэйму 131—191 Император Японии